# Kummer (herb szlachecki)
Kummer (Kummer II) – niemiecki herb szlachecki, według niektórych niemieckich heraldyków (Ledebur, Kneschke) wywodzący się od herbu Leliwa.

## Opis herbu
Herb można blazonować następująco:
W polu błękitnym poprzeczna srebrna belka; nad belką – półksiężyc złoty rogami do góry, a nad nim takaż gwiazda (herb Leliwa); pod belką – dwie złote gwiazdy obok siebie. Klejnot: nad hełmem w koronie między dwoma zielonymi gałązkami palmowymi zbrojna ręka trzymająca gałąź palmową. Labry niebiesko-złote.
Według Ledebura klejnot wygląda inaczej: nad hełmem w koronie ręka zbrojna trzymająca strzałę.

## Najwcześniejsze wzmianki
Herb rodziny szlacheckiej w Wielkim Księstwie Poznańskim. Herb otrzymali w nobilitacji 10 października 1837 od króla pruskiego Fryderyka Wilhelma III: Gustav Kummer – porucznik w 9 regimencie huzarów i Ferdinand Kummer – porucznik z 18 regimentu piechoty.
Z tej rodziny Ferdinand von Kummer w 1857 mojor w sztabie generalnym Gardekorps Królewskiej Pruskiej Armii.

## Herbowni
Herb ten był herbem własnym, więc przysługiwał tylko jednemu rodowi herbownych: von Kummer.